# Ипсили (Арголида)
Ипсили́ (греч. Ψηλή) — необитаемый остров в Греции. Расположен в 6 километрах к юго-западу от Ирии в восточной части залива Арголикос Эгейского моря. Площадь 2,1 квадратного километра. Относится к общине (диму) Нафплион в периферийной единице Арголида в периферии Пелопоннес. К северо-западу находятся острова Ромви и Платия.

## Сообщество Ирия
В местное сообщество Ирия входят три населённых пункта и острова Ипсили и Платия. Население 732 жителя по переписи 2011 года. Площадь 51,116 квадратного километра.
| Наименование    | Население (2011), человек |
| --------------- | ------------------------- |
| Ирия            | 453                       |
| Кантия          | 241                       |
| Кацииянеика     | 38                        |
| Платия (остров) | 0                         |
| Ипсили (остров) | 0                         |